# Acinonyx aicha
Espèce
Acinonyx aicha est une espèce fossile de félins qui a vécu durant le Pliocène en Afrique du Nord

## Répartition géographique et stratigraphique
Le seul fossile de cette espèce a été découvert sur le site d'Ahl al Oughlam dans la ville de Casablanca au Maroc. Les sols dans lesquels ont été trouvées ses ossements datent du Plaisancien soit entre 3,60 et 2,60 millions d'années.

## Description
Cette espèce semble très ressemblante au guépard moderne bien que plus primitive.

## Publication originale
- Denis Geraads, « Carnivores du Pliocène terminal de Ahl al Oughlam (Casablanca, Maroc) », Géobios, vol. 30, no 1,‎ 1997, p. 127-164 (DOI 10.1016/S0016-6995(97)80263-X)